# Route nationale 302
Die Route nationale 302, kurz N 302 oder RN 302, war eine französische Nationalstraße, die von 1933 bis 2006 von Porte de Montreuil an der Stadtgrenze von Paris zur ehemaligen Nationalstraße 34 in Gagny verlief. 1959 wurde ihr Verlauf zwischen Montreuil und Rosny-sous-Bois verändert. Die alte Trasse trägt heute die Nummer D37. Zurück geht die N302 zwischen Paris und Montreuil auf die RD18, zwischen Montreuil und Gangy auf die RD19 des Départements Seine und im weiteren Verlauf bis zur N34 auf die Gc104 des Départements Seine-et-Oise.